# Bari Weiss
Bari Weiss (* 25. März 1984 in Pittsburgh, Pennsylvania) ist eine US-amerikanische Journalistin und Autorin. 2013–2017 schrieb sie für das Wall Street Journal Meinungsbeiträge und Buchrezensionen, 2017–2020 war sie Redakteurin für Kultur und Politik bei der New York Times. Seit März 2021 ist sie regelmäßige Kolumnistin bei der deutschen Tageszeitung Die Welt. Weiss gründete das Medienunternehmen The Free Press und hat einen eigenen Podcast. Sie stand in der Vergangenheit im Zentrum mehrerer Kontroversen und prägte als Journalistin den Begriff des Intellectual Dark Web.

## Leben
Bari Weiss wurde als älteste von vier Schwestern in eine jüdische Familie in Pittsburgh geboren. Sie ist die Tochter von Lou und Amy Weiss, ehemalige Besitzer von Weisshouse, einem 1943 gegründeten Unternehmen in Pittsburgh, das Fußböden, Möbel und Küchenausstattung verkauft.

### Ausbildung
Nach der High School ging Weiss im Rahmen eines Gap Year nach Israel, half beim Bau einer Klinik für Beduinen in der Negev-Wüste und studierte an einer feministischen Jeschiwa und der Hebräischen Universität Jerusalem. Sie besuchte die Columbia University in New York City und machte 2007 ihren Abschluss. Während ihres Studiums war sie von 2005 bis 2007 die Gründungsredakteurin von The Current, einem Magazin der Columbia University für Politik, Kultur und jüdische Angelegenheiten. 
An der Columbia University war sie auch Mitbegründerin der Organisation Columbians for Academic Freedom (CAF) und 2005 an einer Kontroverse um den Columbia-Professor Joseph Massad beteiligt. Dabei warf sie Teilen der Universität Antisemitismus und anti-israelische Einstellungen vor, was zu einer offiziellen Untersuchung führte. Das Untersuchungskomitee kritisierte Massad, betonte aber auch den Mangel an Höflichkeit auf dem Campus, einschließlich der Pro-Israel-Studenten, die einige ihrer Professoren angegriffen hätten. Weiss kritisierte, das Komitee habe sich auf individuelle Beschwerden konzentriert, und behauptete, Studenten seien wegen ihrer Ansichten eingeschüchtert worden.

### Karriere
Im Jahr 2007 arbeitete Weiss für Haaretz und The Forward. Von 2011 bis 2013 war Weiss leitende Nachrichten- und Politikredakteurin bei dem Magazin Tablet. Danach war sie von 2013 bis April 2017 Redakteurin für Meinungsartikel und Buchrezensionen beim Wall Street Journal. 
2017 stellte der Ressortleiter Meinung James Bennet Weiss als Redakteurin für Meinungsbeiträge und als Autorin für Kultur und Politik bei der New York Times ein, die sich nach dem Wahlsieg von Präsident Donald Trump bemühte, die Meinungsvielfalt in ihrer Redaktion zu vergrößern. Als Redakteurin der Zeitung popularisierte sie den Begriff Intellectual Dark Web, welcher für eine Reihe von Meinungsmachern verwendet wird, die Identitätspolitik und politische Korrektheit an Universitäten und in den Medien anprangern. Weiss gab am 14. Juli 2020 ihren Rücktritt von der New York Times bekannt und veröffentlichte auf ihrer Website ein Rücktrittsschreiben, in dem sie die Times dafür kritisierte, vor der Kritik gegen sie auf Twitter zu kapitulieren und sie nicht gegen Mobbing durch ihre Kollegen zu verteidigen. In dem Schreiben warf sie der Zeitung auch vor, politisch und ideologisch einseitige Berichterstattung zu betreiben und eine „feindliche Arbeitsatmosphäre“ für sie geschaffen zu haben. Mitarbeiter hätten sie für divergierende Ansichten als „Nazi“ und „Rassistin“ diffamiert und ihr Arbeitgeber sie nicht geschützt.
Nach ihrem Ausscheiden sprach sich Weiss gegen Cancel Culture aus und verglich sich selbst mit Galileo Galilei, der für seine Ansichten verfolgt worden war. Ab 2020 schrieb Weiss gelegentlich Artikel für die deutsche Zeitung Die Welt. Seit dem 1. März 2021 arbeitet sie als Redakteurin für Die Welt. Im Januar 2021 lancierte Weiss einen Substack-Newsletter mit dem Titel Common Sense, der später in The Free Press umbenannt wurde, woraus ein Medienunternehmen gleichen Namens entstand. Am 8. November 2021 kündigte Pano Kanelos, der frühere Präsident des St. John’s College, in einem Substack-Newsletter von Weiss die Gründung der privaten University of Austin an, die sich nach eigenen Angaben der akademischen- und Meinungsfreiheit verschreiben will. Dies wurde als Versuch der Gründung einer „anti-woken“ Bildungseinrichtung gedeutet.

## Politische Ausrichtung
Laut der Washington Post stellt sich Weiss „als Liberale dar, die sich mit den Auswüchsen der linken Kultur unwohl fühlt“. In einem Interview mit Joe Rogan bezeichnete sie sich selbst als „nach Links tendierende Zentristin“. Andere schätzten sie als konservativ oder als politisch schwer zu klassifizieren ein. Weiss bezeichnet sich selbst als Zionistin und hat in ihren Kolumnen ihre Unterstützung für Israel und den Zionismus zum Ausdruck gebracht. Ihre Rolle bei der Antisemitismus-Kontroverse an der Columbia University wurde von Glenn Greenwald kritisiert, der behauptete, dass sie „darauf abzielte, die Karrieren arabischer Professoren zu ruinieren, indem sie ihre Kritik an Israel mit Rassismus, Antisemitismus und Mobbing gleichsetzte, und ihre zentrale Forderung war, dass diese Professoren (von denen einige keine Festanstellung hatten) für ihre Übertretungen diszipliniert werden sollten“.
Ihr Rücktritt von der New York Times löste eine anhaltende Debatte über Meinungsfreiheit und politische Voreingenommenheit in den US-Medien aus. Ihr Brief wurde von den US-Senatoren Ted Cruz, Marco Rubio und Kelly Loeffler, Donald Trump Jr., dem politischen Kommentator Ben Shapiro und auch den ehemaligen demokratischen Präsidentschaftskandidaten Andrew Yang und Marianne Williamson gelobt. Viele linke und linksliberale Medien kritisierten sie dagegen. Ein Meinungsartikel des Guardian warf ihr Aufmerksamkeitssuche vor.
2024 ließ sie Peter Thiel über den "Trumph der Gegen-Eliten" sprechen.

## Persönliches
Weiss ist bisexuell. Während ihres Studiums an der Columbia University hatte sie eine kurzzeitige Beziehung mit der Komikerin Kate McKinnon. Von 2013 bis 2016 war Weiss mit dem Umweltingenieur Jason Kass verheiratet. Seit 2018 ist Weiss mit Nellie Bowles, einer ehemaligen Reporterin der New York Times, liiert. Inzwischen sind die beiden verheiratet und haben eine 2022 geborene Tochter.

## Publikationen
- How to Fight Anti-Semitism. New York City 2019, ISBN 978-0-593-13605-8 (englisch).